# ريكاردو تيكسيرا فييرا
ريكاردو تيكسيرا فييرا (4 أبريل 1984 في البرازيل - ) هو لاعب كرة قدم برازيلي في مركز حراسة المرمى. لعب مع نادي إنترناسيونال ونادي فاسكو دا غاما ونادي فورتاليزا ونادي كاشياس دو سول ونادي نوفو هامبورغو.

## وصلات خارجية
- ريكاردو تيكسيرا فييرا على موقع قاعدة بيانات كرة القدم.إي يو (الإنجليزية)